# Městská spořitelna (Slaný)
Městská spořitelna ve Slaném je funkcionalistická budova, která se nachází na rohu Husovy a Palackého ulice (kde stávala tzv. Lounská brána), na západním okraji města. Byla dokončena v roce 1931.
Dvoupatrová nárožní budova je rozdělena na dvě fasády obložené cihlami a menší plochy, které byly v době vzniku objektu bíle omítnuty. Vestibul byl obložen kararským mramorem. Vstupní portál byl obložen černým a červeným mramorem; vstupní hala potom travertinem.

## Výstavba
V roce 1928 byla vypsána veřejná soutěž na novou stavbu městské spořitelny, která by nahradila původní objekt. Osloveni byli významní architekti své doby z celého Československa.
Budova byla vybudována na místě bývalé banky, která byla zbourána v roce 1930. Vznikla podle návrhu architekta Jana Rejchla. Přestože byl ve veřejné soutěži hodnocen lépe návrh Aloise Mezery (jemuž bývá připisována i finální podoba objektu), realizován byl nakonec projekt královéhradeckého architekta Rejchla.
Základní kámen budovy byl položen dne 12. června 1930 a slavnostní otevření se uskutečnilo o rok a půl později. Strohou typicky funkcionalistickou fasádu budovy ozdobil sochař Václav Nejtek sousoší ženy a chlapce s pokladničkou znázorňující spořivost; další Nejtkova díla jsou umístěna uvnitř budovy.
Kvůli ohrožené statice budovy byla socha z průčelí odstraněna a zpět navrácena až v roce 1994. V roce 2000 byla provedena rekonstrukce objektu, která se soustředila především na interiér budovy. Oproti původnímu stavu po dokončení objektu došlo na budově spořitelny jen k marginálním změnám.